# Pannaria euphylla
Pannaria euphylla är en lavart som först beskrevs av William Nylander och som fick sitt nu gällande namn av Elvebakk & D. J. Galloway. 
Pannaria euphylla ingår i släktet Pannaria och familjen Pannariaceae. Inga underarter finns listade i Catalogue of Life.